# Villa Palas à Vrnjačka Banja
La villa Palas à Vrnjačka Banja (en serbe cyrillique : Вила Палас у Врњачкој Бањи ; en serbe latin : Vila Palas u Vrnjačkoj Banji) se trouve à Vrnjačka Banja et dans le district de Raška, en Serbie. Elle est inscrite sur la liste des monuments culturels protégés de la république de Serbie (identifiant no SK 2177),,.

## Présentation
La villa, située 7 rue Goce Delčeva, a été construite entre 1924 et 1926 pour Natalija Petrović, surnommée Talka ; son mari était chef du district de Smederevska Palanka avant la Première Guerre mondiale et, avec son fils aîné, il a participé aux combats ; après la retraite de l'armée serbe par l'Albanie (novembre-décembre 1915), il est arrivé en Algérie, où il est mort avant la fin de la guerre. Après la guerre, Talka a acheté un terrain et construit l'un des plus grands bâtiments du secteur, avec 15 pièces, une grande terrasse, une vaste cuisine et un restaurant, le tout servant de pension de famille.
La villa a été conçue par l'ingénieur de Vrnjačka Banja Gamalejev, qui, en s'inspirant d'une carte postale d'Algérie, l'a réalisée dans l'esprit d'un néo-classicisme typique des colonies françaises d'Afrique du Nord ; les travaux ont été réalisés par l'entrepreneur Ilija Stojanović.
De plan rectangulaire, le bâtiment, de conception académique, est marqué par la symétrie, soulignée par deux avancées latérales sur la façade principale ; cette symétrie est également accentuée par des éléments architecturaux comme les ouvertures en plein cintre du rez-de-chaussée qui répondent aux ouvertures rectangulaires de l'étage. Les murs construits en briques reposent sur un socle en pierre. Les deux avancées latérales sont dotées à l'étage de balcons demi-circulaires avec des balustrades en fer forgé ; d'autres éléments décoratifs d'époque ont été conservés, comme la corniche du toit profilée.
Le sous-sol du bâtiment est occupé par une cuisine et un cellier, tandis que les chambres d'hôtes sont situées au rez-de-chaussée et à l'étage.
De nombreuses personnalités ont séjourné dans cette pension de famille, dont la plus célèbre était l'actrice Žanka Stokić (1887-1947), souvent considérée comme la « Sarah Bernhardt serbe »[réf. souhaitée].